# Погруддя Тараса Шевченка (село Новоставці)

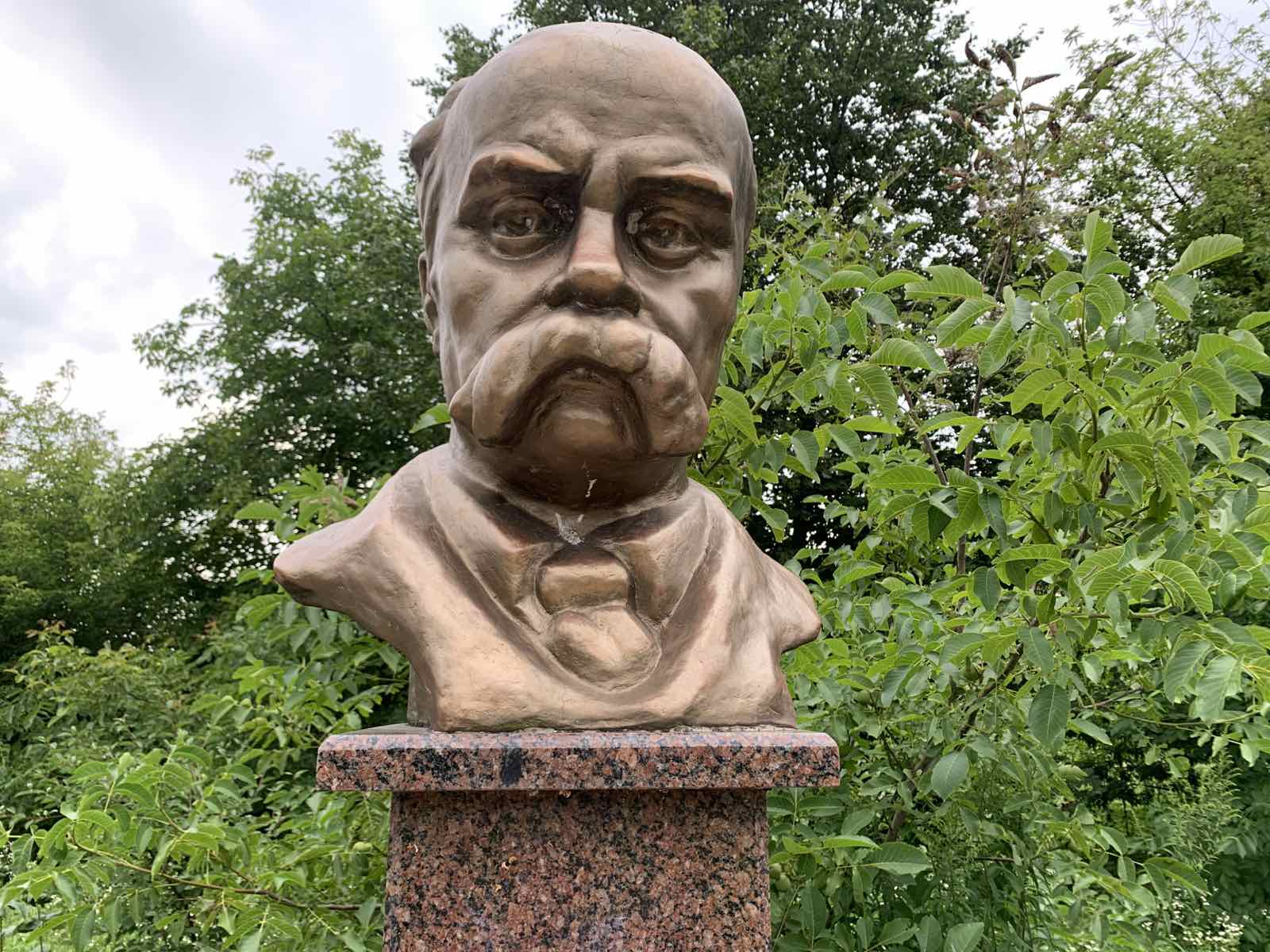

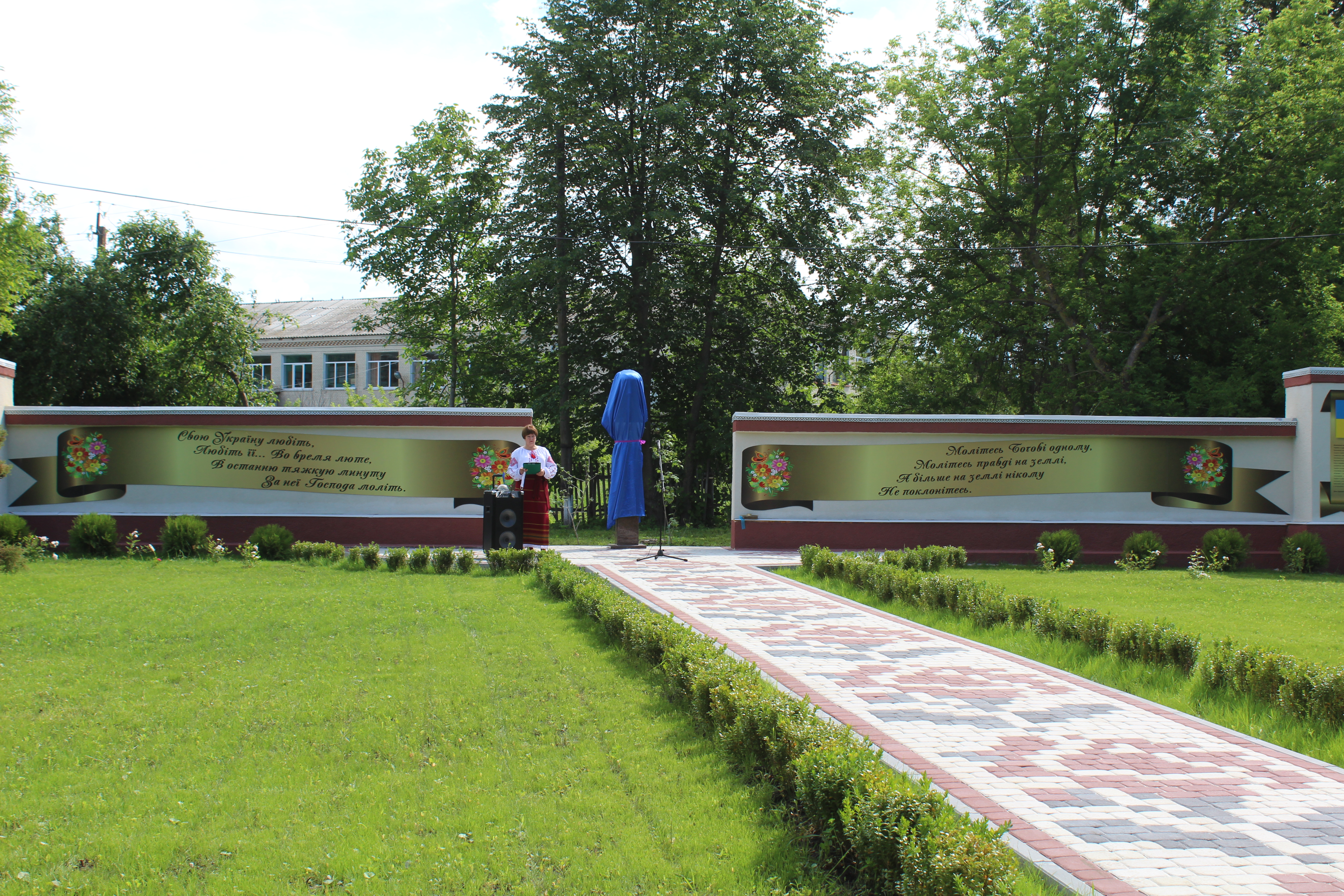

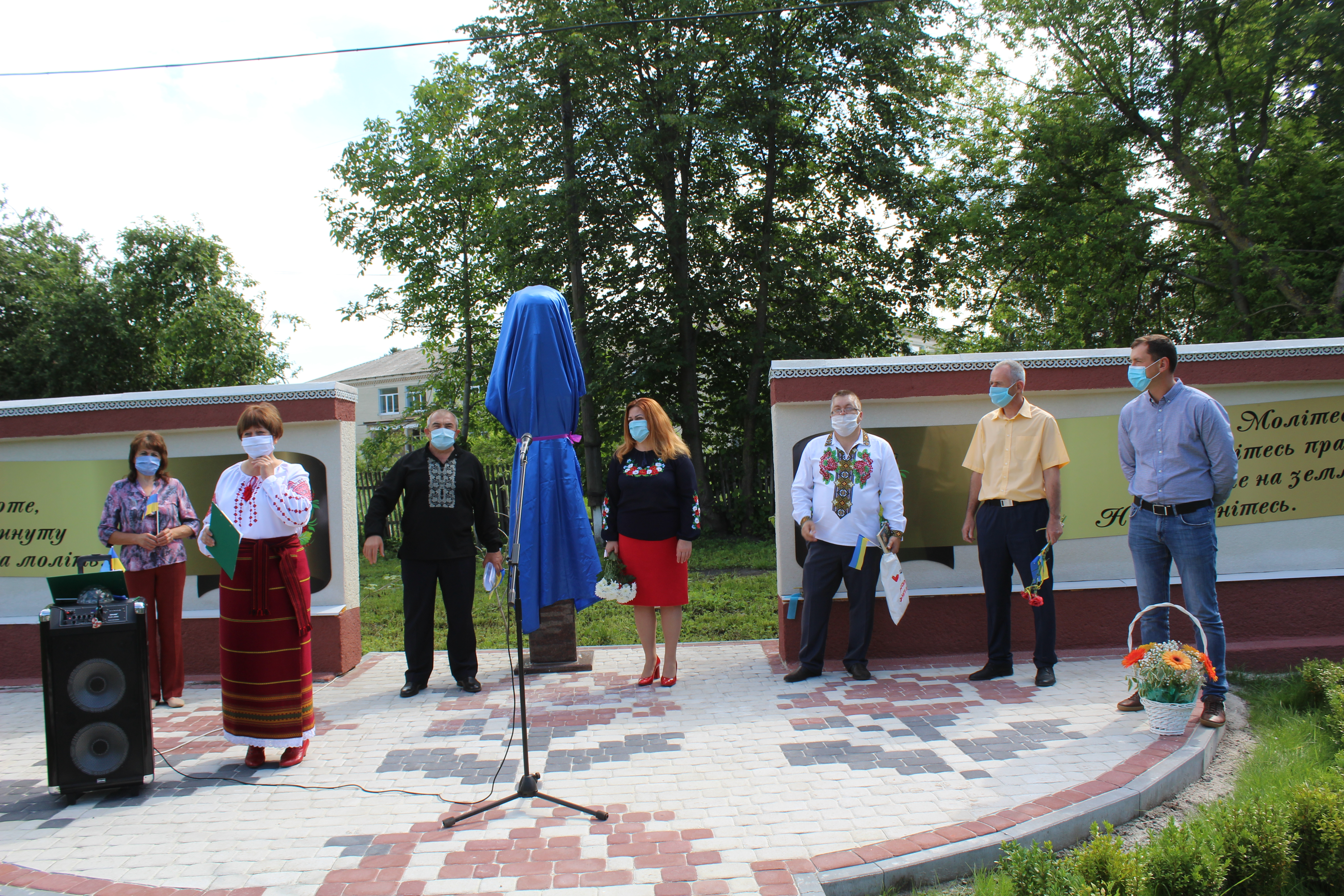

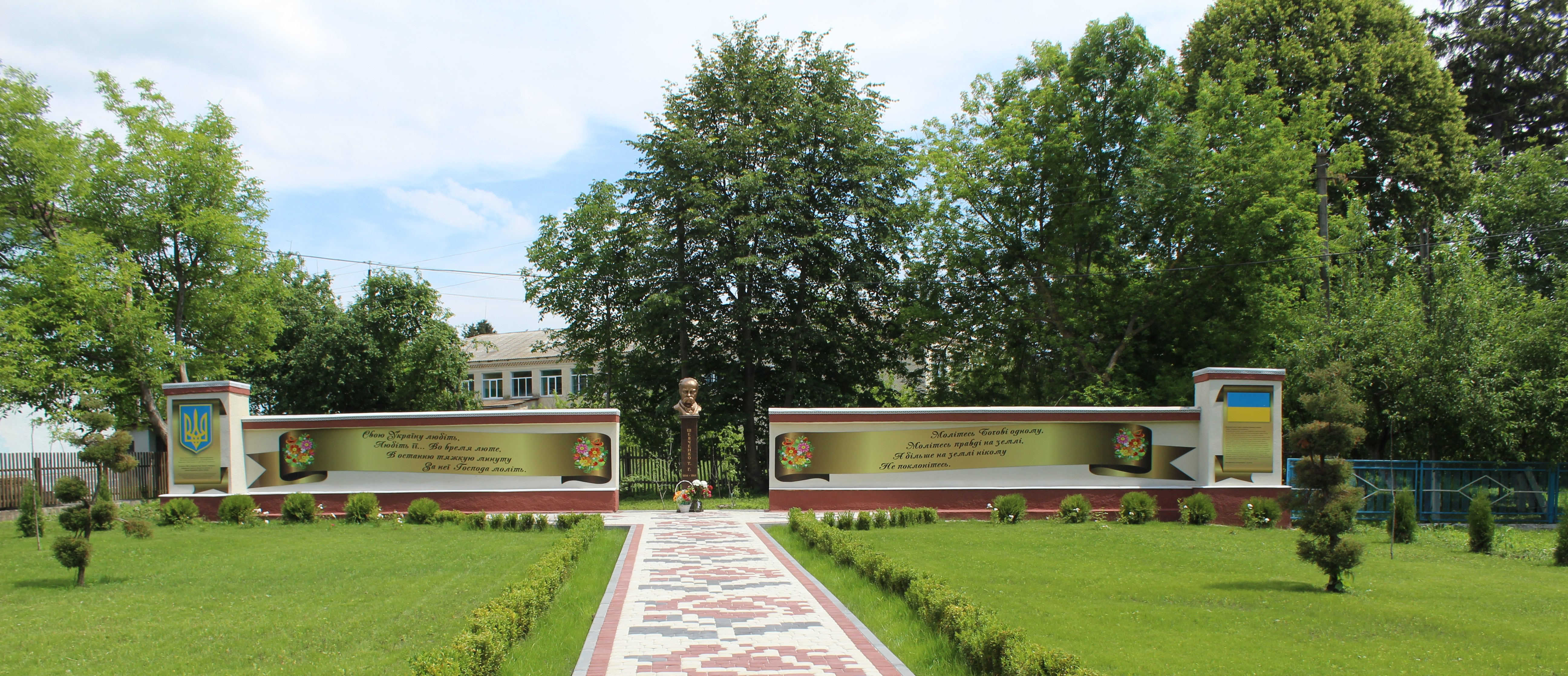

## Погруддя Тараса Шевченка
Пам'ятник «Погруддя Тараса Шевченка» - пам'ятник українському поету і художнику Тарасові Шевченку  в  селі Новоставці Хмельницького районуХмельницька  область.

### Опис
Погруддя Тараса Шевченка розташоване в центрі села Новоставці. Погруддя та постамент висотою 2.2 м  виготовлені  з бронзи та червоного граніту, обабіч погруддя знаходяться  дві стели з цитатою вірша Т. Г. Шевченка « Свою Україну любіть» , довжина однієї  стели - 11 м.
Художній напис на двох фрагментах стел :
«Свою Україну любіть,
Любіть її…
Во врем’я люте,
В останню
Тяжкую мінуту
За неї Господа моліть!
Моліться богові одному,
Моліться правді на землі.
А більше на землі нікому
Не поклонітесь…»

### Історія
Автор погруддя  - Іван Мулярчук з міста Тернополя.
25 червня 2020 року, у селі Новоставцях у  центрі села, поруч з офісом об’єднаної територіальної громади, урочисто був відкритий пам’ятник великому пророку, генію українського народу – Тарасу Григоровичу Шевченку.
Урочистості з відкриття пам’ятника Шевченку були  ж небагатолюдними, адже захід відбувався під час карантину.
В урочистостях взяли участь та виступили голова райдержадміністрації Олена Ковцун, заступник голови районної ради Роман Непотас, голова районної організації ВО « Батьківщина» Микола Корнійчук, вчителька- пенсіонерка української мови та літератури Людмила Маринюк, директор Філії « Рідний край Сергій Прокопчук.
З ініціативи Новоставецького сільського голови  Анатолія Вальчука разом з односельцями вирішили залишити після себе, пам’ятку, яка б стала окрасою села.
Погруддя замовляли в м.Тернополі, а художній напис на фрагментах стел – у м. Красилові.
В рамках акції «Зелена планета з МХП Філія «Рідний край» ПрАТ «Зернопродукт МХП» допомогла в озеленені території.
Приватні підприємці Олег Табаркевич  та Борис Погосян долучилися до втілення  благоустрою скверу.